# Saint-Ferriol
Saint-Ferriol ist eine französische Gemeinde mit 114 Einwohnern (Stand 1. Januar 2022) im Département Aude in der Region Okzitanien. Sie gehört zum Kanton La Haute-Vallée de l’Aude und zum Arrondissement Limoux. 

## Lage
Das Gemeindegebiet ist Teil des Regionalen Naturparks Corbières-Fenouillèdes.
Nachbargemeinden sind Espéraza im Norden, Granès im Osten, Saint-Julia-de-Bec im Süden, Quillan im Westen und Campagne-sur-Aude im Nordwesten.

## Bevölkerungsentwicklung
| Jahr      | 1962 | 1968 | 1975 | 1982 | 1990 | 1999 | 2008 | 2015 |
| --------- | ---- | ---- | ---- | ---- | ---- | ---- | ---- | ---- |
| Einwohner | 182  | 157  | 145  | 157  | 154  | 147  | 141  | 123  |

## Sehenswürdigkeiten

Schloss von Saint-Ferriol

- Schloss von Saint-Ferriol